# 野生動物
野生動物（やせいどうぶつ）とは、飼養動物でないもの。つまり所有者、占有者が明確になっていないもの。
本来は原野など人の手の入らない領域に生息している・人間に養われていない・人間社会の存在に依存していない動物全般を指す。
また、生態学の見地からは人間に改良された品種としての飼育動物（生産動物を含む）以外の、本来自然界に生息するのが自然な状態である動物全般を指す。
- 対義語は飼養動物
- 類似語は自然・天然

ふつう野生動物の英訳として使われる wildlife には野生動物だけでなく、野生植物も含まれる。

## 概要
これに類する動物は、人間の世話になっていない動物とされるが、その一方で近代以降に人間が積極的に自然保護の活動を行っている点で、やや曖昧な概念を含む傾向も見られる。これらは動物の種としては動物園等で飼育されている動物と、遺伝子等の上でも違いは無いが、その所有を持って区分される。
野生動物という語に対する明確な定義は無い。対義語と比較し、人に飼養され、かつ行動が人によって抑制または制限あるいは監督されているもの、つまり所有者、占有者が明確になっているものは野生動物ではないとされる。その個体が仮に遺伝的に野生動物であったとしても、個体は野生の動物であるがそれは家畜やペットとなる（飼養動物）。
人に給餌されていたとしても、その行動が人によって抑制または制限あるいは監督されていないもの、例えば釧路のタンチョウヅル、鹿児島県出水市の鶴などは野生動物とされる。大分県高崎山のサルも餌付けされているが野生動物である。大規模な例としてこの他に奈良公園の鹿も餌付けされているが同じく無主物であるので野生動物である。特定の所有者、占有者が明確になっているか否かで分別される。
もっとも顕著な例としては、犬やイエネコ（猫）が挙げられる。犬やイエネコは明確な所有者である人間に飼育されている物は給餌を受け行動が人によって抑制または制限あるいは監督されているためペット（飼養動物）、給餌を受けていたとしても特定の誰かに所有、飼育されていないが人間の社会に依存して自由に生活していれば野良犬や野良猫（野生動物）、野良犬や野良猫のうち、原野で狩りをして自分で食糧を得て人間に頼らない生活を送るものを鳥獣保護法では野犬（のいぬ）や野猫（のねこ）と呼び（野生動物）　　同じ野生動物の中で区別されている。
また、元来はそれら動物の生息域ではなかった地域に人為的に放たれて生活している場合は、帰化動物（外来種）となるが、これも飼養動物か野生動物かは特定の所有者の有無で分別される。他の外来種の例に漏れず、生態系のバランスを崩す事も多い。
また、家畜は家畜化される過程で、自然選択の圧力を受けなくなった事で野生動物の頃とは異なる形質を獲得しており、その点においても野生動物とは異質である（家畜化#家畜化に伴う変化も参照）。ホルスタインなどはこれにあたる。

## 野生動物と家畜
生態系の保全において、その問題を正しく捉えるためには、人間の利用の為に改良された愛玩動物や家畜を野生動物と分けて考える事が大切であるとされる。特に20世紀の後半から環境破壊で生息域を破壊され、危機に陥っているのはあくまでも野生動物に限定された問題であり、家畜を引き合いに出すのは無意味である。

## 野生と人間
人であっても、人間の社会から隔絶されて自然環境の中で文化とは無縁の生活をおくっている場合には野人（野生の人間）と呼ぶことができる。ただしヒトという動物が社会的動物であり、家族などのような極小の社会に帰属している場合には、あまり野人だなどと呼称することはない。
他方では同様に独自社会（群れ）を形成する動物も存在するが、こちらはそれが習性に沿っている限りにおいて野生動物と呼ばれる。
人にあってもごく稀に、個人のレベルで人間の社会から断絶し、人間としてのアイデンティティを持たず、野生動物に育てられたり、または独力で生存していた事例が報告されており、厳密な意味での野生の人間として野生児または野生人と呼ばれる。
研究
野生動物の生態を確認するために、野生動物写真の写真家、学者が設置する遠隔で写真を撮影するトレイルカメラ、動物にカメラや観測機を設置するバイオロギングなどによって、野生動物が観察される。
野生動物写真は、野生動物写真家大賞や面白い野生動物の姿を収めたものはコメディー野生動物写真賞（Comedy Wildlife Photography Awards）で評価される。

### 野生動物の死骸処理
人間の生活圏に近い場所で野生動物が死亡した場合、しばしば死骸の撤去や処理方法が問題となる。特に、民有地の場合は土地の所有者に許可を得なければ立ち入ることができないため、衛生上の問題があっても放置せざるを得ないケースが見られる。

## 備考
かつて奴隷制度があった時代には、未開民族を指して野生動物だと見なしていた。この時代には、現代では人種差別・民族差別思想として忌避される所であるが、相手の人種や民族の持っていた文化を否定ないし破壊した上で、それらを隷属させる行為が横行していた。
差別を被った彼らにしてみれば、社会がそれ以上の発展を必要とせず、周囲の環境によく順応して生活していたに過ぎず、また文明が破壊されたことに関しても、そのような破壊行為に対抗する手段を発達させる必要が無かった（平和的であった）と言うこともできる。